# 艾斯海提·伊斯哈科夫
艾斯海提·伊斯哈科夫（1921年—1976年），男，塔塔尔族，新疆额敏人，新疆三区革命领导人，中华人民共和国政治人物。

## 生平
1944年，参加新疆伊犁、塔城、阿勒泰地区发生的三区革命。历任《伊宁日报》总编辑，三区革命的民族军参谋部科长，伊犁专署主任秘书，新疆保卫和平民主同盟中央组织委员会副主席、代主席。

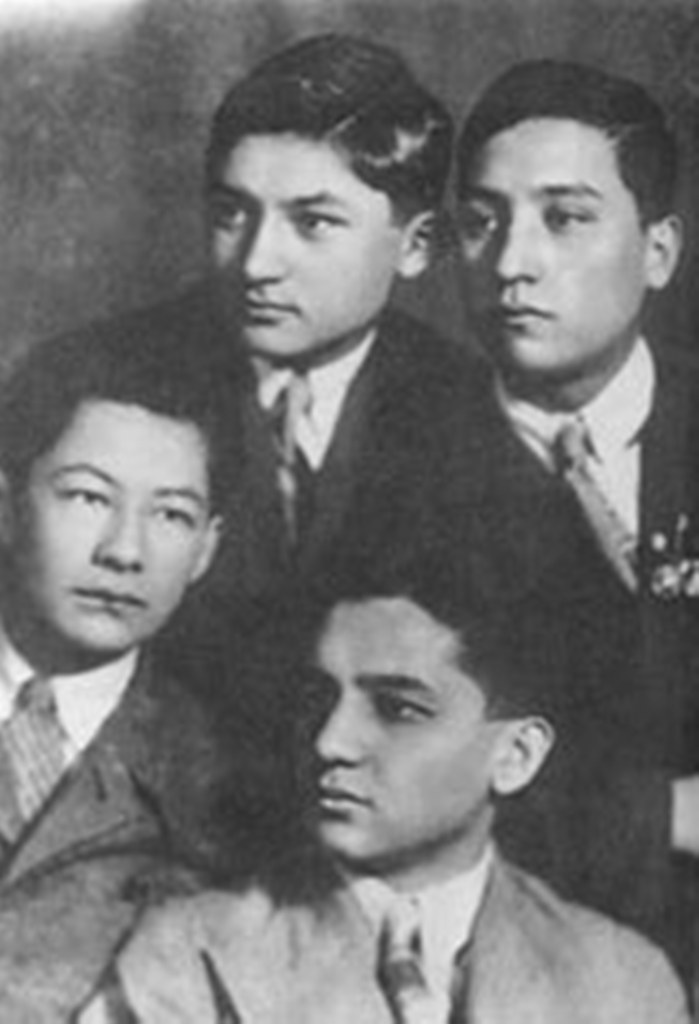
艾斯海提·伊斯哈科夫（后左一）和他的同学在苏联莫斯科合影。前为安尼瓦尔·汗巴巴

1949年9月27日，新疆保卫和平民主同盟中央组织委员会代主席艾斯海提·伊斯哈科夫致电新疆省临时人民政府主席包尔汉，祝贺新疆和平解放；9月28日，他又致电中共中央主席毛泽东，祝贺中国人民解放军在全中国的胜利，并表示愿意在中国共产党领导下为建立新生活而竭尽努力。
1950年加入中国共产党。后来历任中国新民主主义青年团新疆省委副书记，中共中央新疆分局宣传部副部长，中共新疆维吾尔自治区委宣传部副部长、常委，新疆维吾尔自治区人民政府副主席。他是第一届全国人大代表。
1976年，艾斯海提·伊斯哈科夫逝世。